# Ranunculus pseudomontanus
Ranunculus pseudomontanus — вид квіткових рослин з родини жовтецевих (Ranunculaceae). Синонім: Ranunculus montanus subsp. pseudomontanus (Schur) Elenevsky & Derv.-Sok..

## Поширення
Росте в Україні, Словаччині, Польщі, Румунії, Болгарії, Греції, Македонії.